# 白色约定
《白色约定》（英語：Vision in White）是诺拉·罗伯茨新娘四重奏系列爱情小说的第一部，曾登顶《纽约时报》畅销书排行榜两周，在《今日美国》畅销书榜排第三，这也是罗伯茨首部登上畅销书排行榜冠军宝座的贸易平装书。2010年，推出根据本书制作的可下载休闲电脑游戏。
罗伯茨在30年写作生涯中出版近200部小说，其中2009年就有五部新作和五部再版，4月28日发行的《白色约定》便是新书之一。书籍封面首次使用特殊徽标，用于区分新作和再版小说。
本书是罗伯茨回归当代爱情小说的标识，新娘四重奏系列围绕婚礼策划公司四名从小玩到大的闺蜜合伙人展开。《白色约定》的主线情节是婚礼摄影师麦肯西·“麦克”·埃利奥特和英语教授卡特·马奎尔之间的情感历程。与罗伯茨的其他小说类似，本作同样花费大量笔触探讨主角如何在事业和失调的家庭环境间保持平衡。书中男主角基本遵循爱情小说的典型教授形象，但与许多同类作品略有不同的是，男主角需要努力说服女主角把握机遇，勇敢去爱。

## 背景
诺拉·罗伯茨是美国多产爱情和未来悬疑小说作家，1979至2008年共出版近200部小说，平均每45天写完一本书。她不会先为作品设定大纲，也不撰写人物传记，而是直接按照思绪创作。
据《出版者周刊》统计，2008年最畅销的十本大众平装书有三部是罗伯茨的小说。她的新作大多是超自然或奇幻爱情小说，2009年的《白色约定》是罗伯茨回归传统当代爱情小说的标识。该文是新娘四重奏（Bride Quartet）的第一弹，另外三部分别是《玫瑰待嫁》（Bed of Roses）、《咖啡诱惑》（Savor the Moment）和《深蓝邂逅》（Happy Ever After）。四部作品均围绕虚构婚礼策划公司“誓言”（Vows）展开，分别讲述一名合伙人的爱情故事。
2009年4月28日，《白色约定》经伯克利图书（Berkley Books）发行。罗伯茨这年共有十部书籍面世，其中新作和再版各占一半。五本新作中有三本精装书，其中两本署化名··罗伯（J. D. Robb）。另外两本新作是《白色约定》和续作《玫瑰待嫁》，均为贸易平装书。为便于读者区分新作和再版，两本贸易平装书上带有奖章图案，上面有“最新发行”的英语首字母缩写。

## 情节摘要
麦肯西·“麦克”·埃利奥特（Mackensie "Mac" Elliot）与帕克（Parker）、艾玛（Emma）和劳雷尔（Laurel）是从小玩到大的闺蜜，四人合伙在康涅狄格州创办“誓言”婚礼策划公司。《白色约定》主要讲述麦克和英语教授卡特·马奎尔（Carter Maguire）的情感历程。卡特陪同准备结婚的妹妹来到誓言公司，看到麦克后情难自禁，坦言自己高中时就暗恋她。麦克为他的诚挚感动，决定尝试交往。
由于父母的婚姻非常失败，麦克变得不愿相信情感承诺。面对母亲持续不断的心理操纵，她竭力抗争，并且因此决心避免与他人发展亲密情感。
麦克和卡特的感情进展缓慢，两人的亲朋好友都提出许多建议。在卡特和朋友们的支持与鼓励下，麦克终于鼓起勇气反抗母亲。小说结尾，她终于明白自己不一定会重蹈双亲的覆辙，选择正视她和卡特的爱情。

## 分析

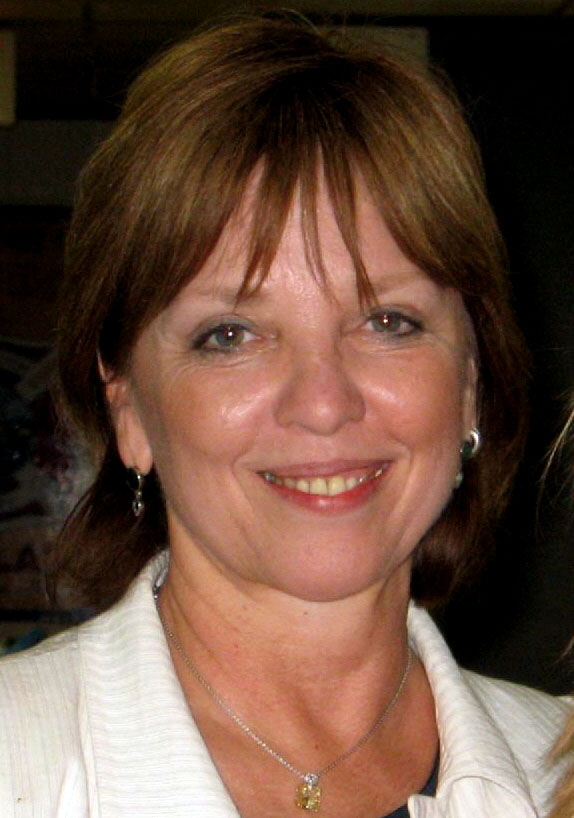
诺拉·罗伯茨

新娘四重奏系列四部小说都着重刻画闺蜜情谊，四位女主角童年时就经常在一起，经过自主选择成为闺蜜。四人始终相互支持，而且都能容忍对方的怪癖。她们专注事业，没时间发展恋情，所以互相依赖、彼此安慰、帮助，并在需要时转移对方注意力。:85罗伯茨其他作品也有类似主题，如署化名··罗伯的“死亡”（In Death）系列中，女主角的家庭就由女同事和友人组成:86。
评论员贝特西·普里奥劳（Betsy Prioleau）指出，书中男主人翁属爱情小说八大原型男主角中的“教授”类别，文中多次描写他教导学生或出席家长会:86。卡特与大部分爱情小说中的知识分子男主角一样是“保持清醒和理智的好人”，女主角主要是为他的心智吸引。但与其他大部分爱情小说不同的是，《白色约定》的男主角已经做好发展稳定恋情的准备，真正的挑战是帮助女主角克服心中恐惧直面感情。看到母亲四次婚姻均以离婚收场，抛弃的男友更是不计其数，麦克宁愿避免与他人发展亲密情感也不想冒关系破裂的风险:88，但卡特的表现让她相信两人的感情有坚实基础:89。
评论家玛丽·艾伦·斯诺德格拉斯（Mary Ellen Snodgrass）认为，《白色约定》是新女人的故事，女主角为人坚强，事业非常成功，她也对此深感自豪:66。麦克拍照时调整聚光灯并指导客户如何摆姿势，罗伯茨借此表现出对一夫一妻制和“女人味别具一格的观点”:87。书中还有一段情节是麦克说服肥胖孕妇克服尴尬裸体拍照，最终客户看到拍出的照片后真切感受到自己的确很美:87-88。此外，麦克还拍下新郎与新娘骑在马上的照片，让人想到骑士拯救公主的老生常谈，但书中两人关系完全平等:87。
麦克的工作能力出类拔萃，但面对极不正常的家庭却很无助。罗伯特过去许多作品都有类似主题，如卡尔霍恩系列和切萨皮克湾系列的《涨潮》（Rising Tides）、《内港》（Inner Harbor）与《海上掠过》（Sea Swept）。:66《白色约定》中的家庭困境主要是由女主角的母亲造成，该角色本质上是《卡罗莱纳的月亮》（Carolina Moon）和《致敬》（Tribute）中母亲形象的混合体:66。在罗伯茨笔下，麦克因为家庭问题不愿发展深层情感:67，她依靠手中相机了解他人的幸福和生活，同时避免全身心投入。随着情节推进，麦克逐渐鼓起勇气抛下日常伪装，全心全意地生活。:67
斯诺德格拉斯认为，罗伯茨的作品多次涉及婚介，《白色约定》中女主角的婚庆行业角度类似，但效果欠佳:66。书中描述传统婚礼的欢庆场面:67，还有儿童装扮成新人的俏皮仪式。罗伯茨通过这些主题证明，扮新娘的游戏既是女人的幻想，又是她们忠于伴侣和家庭的坚定前奏。:66小说中有大量婚庆行业的工作细节，斯诺德格拉斯觉得这很可能是要强调和庆祝几位女角色在利基市场取得的成就:67。

## 反响
《爱情时报》（Romantic Times）的吉尔·史密斯（Jill M. Smith）给予本书四星好评（最高五星），称赞小说“读来既精彩又舒适”。《出版者周刊》的评论特别称赞书中角色“温柔幽默又有人缘”，预测读者会迫不及待地想看新娘四重奏的其他作品。约翰·查尔斯（John Charles）在《书单》（Booklist）发文，称赞《白色约定》“充满魅力”、“文笔出众”，人物刻画很有深度，各个优点相互结合，成为一曲歌颂友谊和爱的赞歌。
斯诺德格拉斯向读者开展的调查结果显示，许多人很高兴罗伯茨回归传统当代爱情文学创作，没有再像此前一段时间那样继续编织奇幻和魔法元素；部分读者称赞书中四闺蜜的紧密联系，但也有人批评各角色的观点、立场过分相似；还有少数读者指出，本书与罗伯茨的卡尔霍恩系列存在多处雷同:121。
截至2010年2月，《白色约定》和《玫瑰待嫁》合计已售出100万本。2009年5至10月，《白色约定》在加拿大销量超十万本。小说在《今日美国》畅销书榜停留32周，最高排名第三，还曾登顶《纽约时报》畅销书排行榜两周，成为罗伯茨首部登上畅销书排行榜冠军宝座的贸易平装书。

## 电脑游戏
《白色约定》发行数月后，电脑游戏公司I-Play开始根据小说开发可下载休闲电脑游戏。罗伯茨没有对游戏图形和故事情节理解提供多少意见。游戏遵循小说主线情节，从女主角立场展开，包括40多个书中涉及的地点，如麦克的办公室和卡特的厨房。游戏中还有隐藏项目任务和婚礼相关活动的迷你游戏，如蛋糕装点、插花等。罗伯茨对最终发布的游戏很满意，称“把小说改编成这样的游戏对我来说太有意思啦。”她还表示，“非常高兴能看到他人在保持情节核心的同时，用自己的眼光把小说转变成其他媒体。”游戏于2010年2月问世，但据罗伯茨的官方网站透露，游戏销量未达开发商预期，所以续作开发计划已经取消。